# Йоганн Майстер
Йоганн Майстер (нім. Johann Meister; 11 листопада 1912 — ?) — австрійський футболіст, нападник.

## Кар'єра
В 1935 році приєднався до «Рапіда». Два сезони грав більш-менш регулярно, а в сезоні 1937-38, в якому клуб став чемпіоном, зіграв лише два матчі. Після цього залишив команду. Загалом зіграв за «Рапід» 36 матчів і забив 17 голів: 31 матч і 15 голів в чемпіонаті, 3 матчі і 2 голи в Кубку Австрії, 2 матчі в Кубку Мітропи. 

## Титули і досягнення
- Чемпіон Австрії (1):

«Рапід» (Відень): 1937-1938
- Бронзовий призер чемпіонату Австрії (1):

«Рапід» (Відень): 1935-1936